# NGC 232
NGC 232 (другие обозначения — ESO 474-15, MCG −4-2-40, VV 830, AM 0040-234, IRAS00402-2350, PGC 2559) — спиральная галактика с перемычкой (SBa) в созвездии Кит.
Галактика находится на расстоянии около 303 миллионов световых лет от Млечного пути, диаметр около 80 000 световых лет.
Галактики NGC 230, NGC 235, IC 1573 находятся в одной области неба.
Сверхновая типа Ia SN 2006et наблюдалась здесь.
Объект был обнаружен 1866 году американским астрономом Фрэнсисом Ливенвортом.
Этот объект входит в число перечисленных в оригинальной редакции «Нового общего каталога».